# روبرتو موسی
روبرتو موسی (به ایتالیایی: Roberto Mussi) بازیکن فوتبال و اهل ایتالیا است 

## تیم ملی
از سال ۱۹۹۳ میلادی عضو تیم ملی فوتبال ایتالیا بوده و در ۱۱ بازی ملی حضور داشته‌است. او در بازی‌های ملی‌اش گلی به ثمر نرساند.
روبرتو موسی آخرین بازی ملی خود را در سال ۱۹۹۶ میلادی انجام داد.